# Dischistocalyx champluvieranus
Dischistocalyx champluvieranus là một loài thực vật có hoa trong họ Ô rô. Loài này được Lejoly & Lisowski mô tả khoa học đầu tiên năm 1999.